# The Guardian
Pour les articles homonymes, voir Guardian.
The Guardian /ðə ˈɡɑːdɪən/ (litt. « Le Gardien » en français) est un journal d’information britannique fondé en 1821 par John Edward Taylor.
Il couvre l'actualité internationale ainsi que la vie politique, économique, sociale, et culturelle. Sa ligne éditoriale relève du social-libéralisme (centre gauche).
Depuis 1936, il n'a plus d'actionnaires classiques, ce qui en fait une exception dans le paysage médiatique britannique. The Guardian est détenu par le Scott Trust, une fondation dont la mission est de défendre l'indépendance des journalistes .
Il est considéré comme un journal de référence au Royaume-Uni. D’après une enquête de 2020, le Guardian est le journal dans lequel les Britanniques affirment avoir le plus confiance.
Son site internet est gratuit, car il estime que l'information de qualité doit être accessible aux plus démunis. Ce choix a toutefois entrainé de fortes difficultés financières. Il s'appuie actuellement sur un réseau d'un million de donateurs volontaires, situés dans plus d'une centaine de pays,.
Son site accueille près de 150 millions de visiteurs uniques mensuellement, du Royaume-Uni, mais aussi des États-Unis, de l’Inde, d’Australie, du Canada, de France, d’Allemagne et d'Israël ,. Le lectorat du Guardian est ainsi l'un des plus cosmopolites du monde.
Le siège du journal est à Londres.

## Histoire

### Fondateurs
Le journal, initialement appelé Manchester Guardian and Evening News Limited, est fondé en 1821 à la suite du massacre de Peterloo, qui vit les forces de l'ordre réprimer très violemment une manifestation ouvrière pacifique. John Edward Taylor (1791-1844), un homme d'affaires choqué par le massacre et par sa couverture dans la presse conservatrice, entreprit de proposer une contre-source fiable. Le premier numéro parut par pur hasard le 5 mai 1821, jour même du décès de Napoléon Ier.
Le journal acquiert la reconnaissance nationale et internationale sous la direction de Charles Prestwich Scott (1846-1932), qui rachète le journal en 1907 après la mort de John Edward Taylor fils (1830-1905). C. P. Scott promet que les vœux du fondateur seront respectés, ceci en défendant l'indépendance du Guardian. Ces principes sont résumés en une phrase, dans un article souvent cité, publié à l'occasion du centenaire du journal : « Comment is free, but facts are sacred… The voice of opponents no less than that of friends has a right to be heard. (Les opinions sont libres, mais les faits sont sacrés… La voix des opposants, non moins que celle des amis, a le droit d'être entendue.) »
Scott, tout en restant propriétaire du Guardian, passe plus tard la main à ses fils, John et Edward. Ceux-ci, afin d'assurer la pérennité de l'indépendance journalistique du journal, s'accordent sur le fait que si l'un d'eux meurt, l'autre devra racheter la part du premier.
C. P. Scott meurt en 1932, suivi quatre mois plus tard d'Edward, laissant John Russel Scott seul propriétaire du journal. En 1936, celui-ci crée un trust d'actionnaires auquel il confie la propriété du Manchester Guardian, ainsi que du très lucratif Manchester Evening News, pour protéger l'indépendance de la rédaction des deux quotidiens. L'un des trustees des deux quotidiens, William Haley, est administrateur de la Press Association et de Reuters : il propose d'utiliser le même mécanisme pour l'agence de presse britannique.

### Mutations du quotidien depuis les années 1990

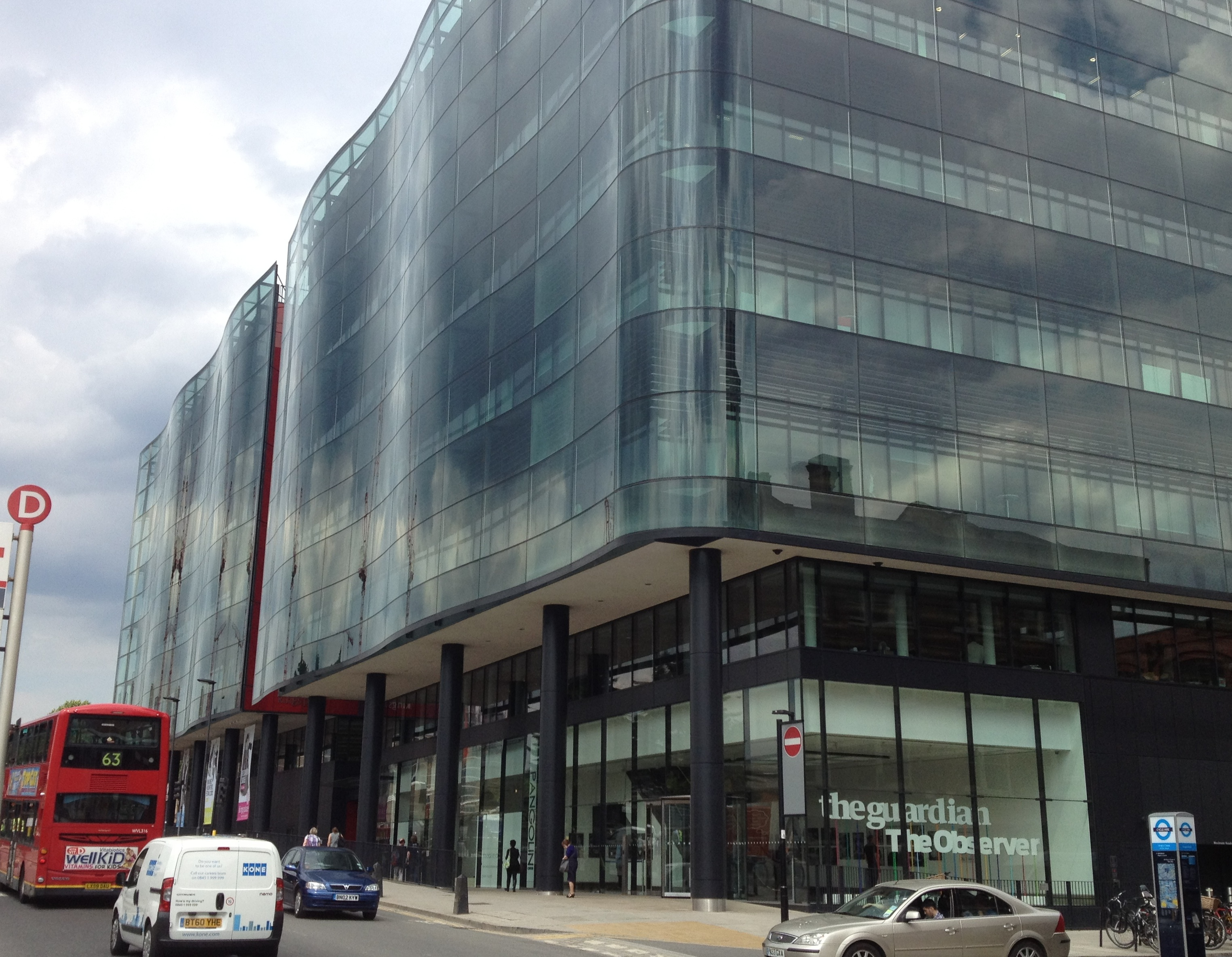
Le siège actuel du Guardian (2012).

En 1993, The Guardian rachète le journal dominical The Observer. En 1994, il subit davantage la concurrence du Times et du Daily Telegraph, et doit baisser son prix de vente.
Depuis 1990, il existe une édition européenne du Guardian, composée de 24 pages et vendue dans 16 pays d’Europe, ainsi qu’en Israël : elle contient des articles de la rédaction londonienne et des traductions issues d’articles de journaux européens, dont Le Monde. Le tirage de The Guardian se monte à 400 000 exemplaires.
Sous l'impulsion du journaliste Simon Rogers, le Guardian développe à partir du 2009 le journalisme de données avec une section entière sur son site internet et devient l'un des leaders mondiaux dans le domaine.
En 2013, un tiers des visiteurs du site TheGuardian.com sont au Royaume-Uni, un tiers aux États-Unis et un tiers dans le reste du monde.
Fin janvier 2015, une nouvelle version du site du Guardian est lancée, après plusieurs mois de version « beta » ouverte au public au cours desquels les commentaires des utilisateurs ont été pris en considération pour améliorer la mise en page,. Fin mai 2015, Katharine Viner succède à Alan Rusbridger. Elle devient le 12e rédacteur en chef du quotidien et la première femme à atteindre ce poste. En mars 2016, The Guardian annonce la suppression de 250 postes en trois ans.

### Ancrage dans le paysage politique
The Guardian se caractérise par une volonté de liberté et d’indépendance, au risque de heurter son lectorat : en 1956, une année après être devenu quotidien, il critique le gouvernement Eden lors de la crise du canal de Suez, ce qui entraîne la résiliation de nombreux abonnements.

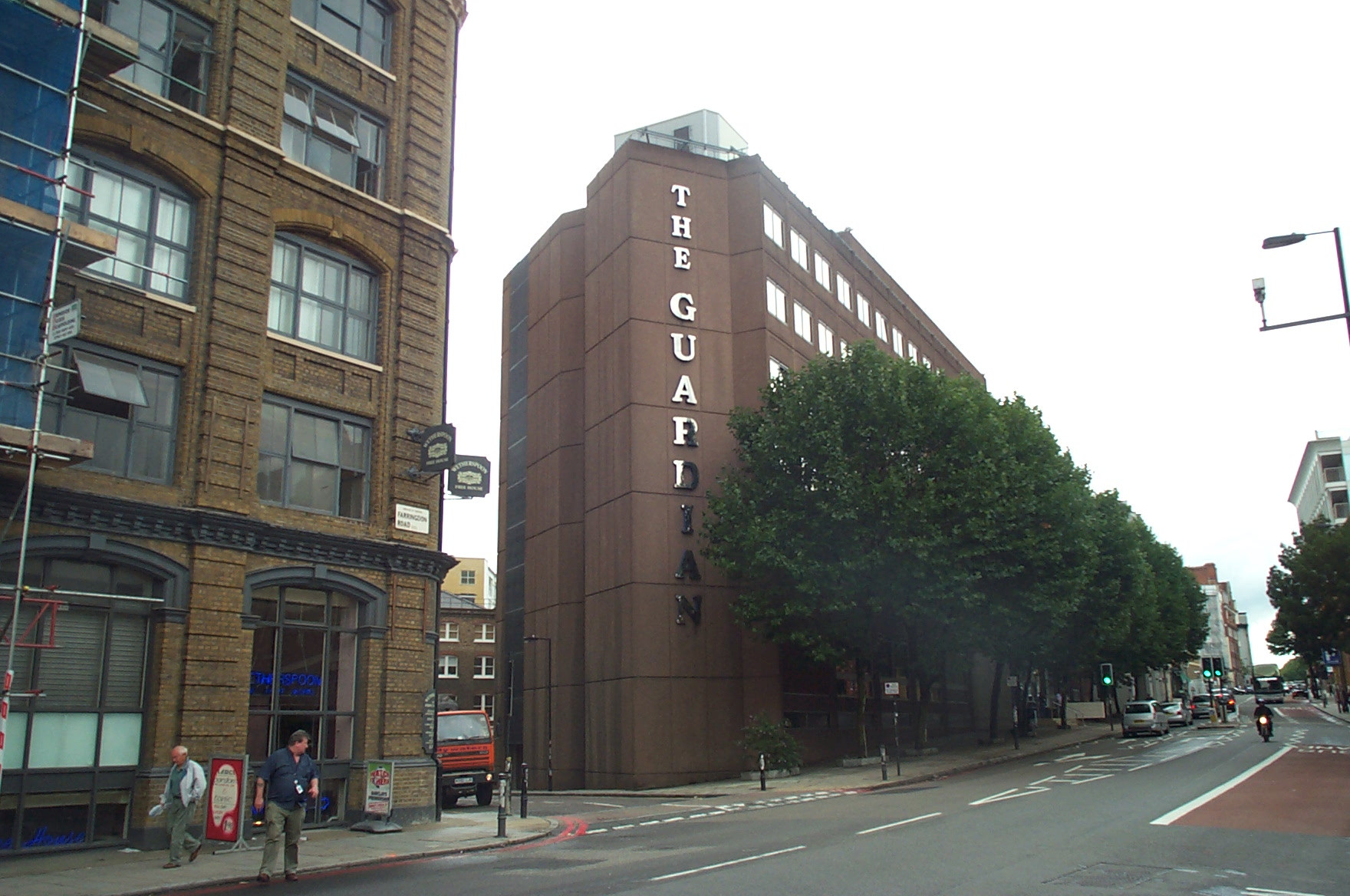
L'ancien siège du Guardian (2004).

En 1979-1980, il profite largement de la crise que connaît The Times, qui cesse de paraître pendant onze mois. Si les positions de The Guardian en matière de politique extérieure se font plus modérées comme lors du conflit des Malouines[précision nécessaire], il est le seul organe de la presse de qualité à appeler à voter pour le Parti travailliste entre 1987 et 2010.
Le journal se réclame du centre gauche et de la tendance représentée par Tony Blair.
Fin avril 2010, The Guardian publie un éditorial dans lequel il soutient formellement les Libéraux-Démocrates. Lors des élections législatives britanniques de 2015, il soutient à nouveau les travaillistes. Il se montre par la suite très hostile à Jeremy Corbyn, nouveau président du parti et issu de son aile gauche.
The Guardian se montre très critique à l'égard du journaliste australien Julian Assange, qu'il accuse d'avoir pris part à un complot russe visant à manipuler l'élection présidentielle américaine. Le journal s'excuse en 2019 pour les fausses informations diffusées dans ses pages à ce sujet.
Concernant l'actualité internationale, le site d'investigation Declassified UK relève que The Guardian est généralement alignée sur la politique extérieure des États-Unis et du Royaume-Uni, dont les actions sont présentées comme plutôt bénéfiques pour le droit international et les droits de l'homme, tout en analysant la politique de certains États rivaux comme la Russie et la Chine sous un angle plus critique, voire dénigrant. Ainsi, le quotidien britannique se montrerait indulgent envers des régimes autoritaires ou dictatoriaux proches du Royaume-Uni et silencieux sur le rôle des services de renseignement occidentaux dans la déstabilisation de certains États, tout en étant prolixe sur les actions d'ingérences attribuées à Moscou ou aux manquements aux droits de l'homme dans des pays tels que la Syrie ou la Corée du Nord. Néanmoins, parmi les principaux titres de la presse britannique, The Guardian reste le plus critique envers son pays, notamment à travers sa couverture du rôle des paradis fiscaux britanniques dans l'évasion fiscale au niveau international, ou encore à travers sa lecture critique de l'histoire de l'Empire colonial britannique.
En octobre 2022, la secrétaire d'État à l'Intérieur Suella Braverman décrit les membres du Parti travailliste et des Libéraux-démocrates ainsi que les militants écologistes d'être « des wokerati qui lisent le Guardian et mangent du tofu ». Cette description qui se veut insultante, prononcée lors d'une allocution à la Chambre des communes, lui vaut les moqueries de ses opposants, et est reprise avec ironie sur des t-shirts, des pins et des mugs,,,,.
À partir du 13 novembre 2024, le journal britannique cesse d'utiliser X (anciennement Twitter), fustigeant "le contenu souvent dérangeant promu ou trouvé sur la plateforme". Ce départ fait suite à l'Élection présidentielle américaine de 2024, qui "n'a fait que souligner […] qu'X est une plateforme médiatique toxique et son propriétaire, Elon Musk, a été en mesure d'utiliser son influence pour façonner le discours politique",.

## Représentations populaires
Avant la fondation de The Independent, le Guardian a longtemps été le seul quotidien à présenter une ligne éditoriale pro-travailliste (Labour). Il est donc réputé être le journal de référence de l'intelligentsia, des enseignants et des syndicalistes, surtout dans Londres, au point que lorsque les conservateurs veulent qualifier quelqu'un d’« intello de gauche », ils disent que c'est un « lecteur du Guardian »[réf. nécessaire].
Néanmoins, il couvre un sport populaire comme le rugby à XIII, sport du Nord industriel anglais, plutôt délaissé par les catégories aisées en Grande-Bretagne qui lui préfèrent le rugby à XV.
Avant l'informatisation, le Guardian était réputé pour ses coquilles en tous genres, ce qui lui avait valu le surnom de « Grauniad ». Le journal possède même l'URL « Grauniad.co.uk » qui renvoie à son site.

## Partenariat
L'hebdomadaire The Guardian Weekly diffuse une version en anglais du mensuel français Le Monde diplomatique depuis 1999.

## Pressions et censures
En 2013, après des semaines de révélations sur Edward Snowden, le Guardian reçoit la visite des services de renseignement britannique. Le gouvernement lui envoie une DA-Notice à laquelle il refuse d'accéder.

## Prix et récompenses
Le 14 avril 2014, The Guardian et The Washington Post reçoivent le prix Pulitzer pour leur édition américaine consacrée aux révélations d'Edward Snowden sur la NSA .
En 2017, The Guardian et sa publication sœur The Observer se voient décerner 9 prix par l'association britannique des éditeurs de journaux. 
Entre 2012 et 2022, soit dix année consécutives, l'association nationale des supporters de football britannique élit The Guardian comme meilleur journal pour sa couverture du sport.